# Rudolf Gramlich
Rudi Gramlich (Frankfurt am Main, 1908. június 6. – Frankfurt am Main, 1988. március 14.) világbajnoki bronzérmes német labdarúgó, fedezet, sportvezető.

## Pályafutása

### Klubcsapatban
1923-ban a Borussia Frankfurt csapatában kezdte a labdarúgást, majd a Sportfreunde Freiberg/Sachsen együttesében folytatta. 1929-ben mutatkozott az Eintracht Frankfurt első csapatában, ahol 1939-ig játszott, majd egy rövid ideig 1943–44-ben ismét szerepelt az együttesben.

### A válogatottban
1931 és 1936 között 22 alkalommal szerepelt a német válogatottban. Részt vett az 1934-es olaszországi világbajnokságon, ahol bronzérmet szerzett a csapattal. Tagja volt 1936-os berlini olimpián szereplő válogatottnak.

### Sportvezetőként
1939 és 1942 között az Eintracht Frankfurt elnöke volt. 1939–40-ben a Waffen-SS tagja volt és feltételezhető volt, hogy háborús bűnöket követett el. A második világháborút követően az amerikai megszállás alatt a hatóságok emiatt internálták.  1947-ben bizonyítékok hiányában felmentették a vádak alól és megszüntették az internálást. 1949-ben az Eintracht elnökségének a tagja lett, 1950-ben alelnöknek választották. 1955 és 1970 között a klub elnöke volt. 1967 és 1974 között a Német labdarúgó-szövetség (DFB) Bundesliga Bizottságának az elnöke volt.

## Sikerei, díjai
Németország
- Világbajnokság
  - bronzérmes: 1934, Olaszország